# Decalogo 5
Decalogo 5 è il quinto dei dieci mediometraggi realizzati dal regista Krzysztof Kieślowski per la TV ed ispirati ai dieci comandamenti.

## Trama
(Quinto comandamento)
Jacek è un poco di buono. È un teppista, un vandalo, completamente privo di senso morale. 
Piotr, invece, è un uomo dai sani principi, che crede nella giustizia ma non nella pena capitale, che considera inutile: sin dai tempi di Caino, considera, nessuna pena è mai stata un valido deterrente.
Mentre Piotr sta sostenendo l'esame di abilitazione da avvocato, Jacek entra in un negozio di fotografia, dove mostra una vecchia foto di una ragazzina sui 12 anni, chiedendo alla titolare se è possibile rintracciare i dati di una persona a partire da una fotografia. La titolare però gli spiega che si tratta di una bufala. Poi, dopo lunghe esitazioni, senza alcun motivo apparente prende un taxi e poi uccide il taxista, un uomo volgare e sgradevole. 
Viene arrestato e tocca proprio a Piotr, appena diventato avvocato, difenderlo in tribunale. Ma il lavoro di Piotr è inutile, e Jacek viene condannato alla pena capitale. Piotr è fuori di sé e chiama Jacek mentre i poliziotti lo portano in cella.
Poco prima dell'esecuzione, Jacek chiede di parlare con Piotr. L'assassino non sembra più così malvagio: gli spiega che sentirsi chiamare per nome da Piotr lo aveva commosso, gli chiede di parlare con sua madre, dopo l'esecuzione, e farsi seppellire nella tomba di famiglia. In lacrime, spiega che la ragione della sua malvagità è il trauma di avere visto morire la sua amatissima sorellina Marisha a soli 12 anni, investita con un trattore da un suo "compagno di bevute". La rabbia incontenibile che covava aveva spinto Jacek a lasciare il paese e diventare un piccolo delinquente.
Queste parole sono pugnalate nel cuore di Piotr, che si sente in colpa per avere fallito ed è sempre più convinto che la pena capitale sia una barbarie. Quello che avverrà dopo, non farà che confermarglielo.
All'ultimo secondo, infatti, Jacek si ribella all'impiccagione a cui è stato condannato: scalcia e cerca di fuggire. I poliziotti gli sono addosso e lo bloccano, proprio come lui era stato addosso bloccando il taxista mentre l'uccideva. Sembra non esserci alcuna differenza fra l'omicidio commesso da Jacek e quello commesso dallo Stato.

## Varie
- Il film, al contrario dei precedenti episodi, non presenta mai un colore reale, bensì virato, per lo più verso il giallo.
- Il "testimone silenzioso" del Decalogo, stavolta, veste i panni di un operaio stradale, che incrocia lo sguardo di Jacek mentre è sul taxi e sta preparando l'omicidio. Veste inoltre i panni di un operaio addetto a qualche lavoro di manutenzione nel carcere, dove si svolgerà la pena capitale.
- Sebbene la pena di morte sia stata ufficialmente abolita nel 1997, l'ultima esecuzione di un condannato è avvenuta proprio nel 1988[1], anno di uscita del film. Dopodiché tutte le condanne che avrebbero dovuto prevedere la pena capitale sono state commutate in pene detentive.
- Ricorre, come nei precedenti capitoli, il tema dell'acqua: il tassista la usa per lavare il proprio mezzo, Jacek getta il cadavere nel lago e l'autoradio in una pozzanghera.